# Albert Friling
Albert Friling, né le 26 février 1879 à Anvers en Belgique et probablement mort en juin 1946 à Lambeth en Angleterre à l'âge de 67 ans, est un footballeur international belge.
Après avoir joué à l'Antwerp, il a été défenseur au  Beerschot avant la guerre 1914-1918 et présente ainsi la particularité d'avoir évolué pour les deux clubs « ennemis » de la ville d'Anvers.
Il a joué deux matches avec les Diables Rouges. Il joue le premier match officiel de la Belgique le 1er mai 1904, à Bruxelles contre la France (3-3) . La deuxième sélection de Albert Friling a lieu cinq ans plus tard, le 17 avril 1909, et c'est une cinglante défaite contre l'Angleterre (11-2), lors d'un match amical à Tottenham.
Il fut aussi le capitaine des Belges lors de la première rencontre internationale face à une sélection néerlandaise en 1901 et disputa les trois éditions suivantes de la Coupe Van den Abeele en 1902 et 1904.

## Statistiques

### En club
| Saison                | Club                  | Championnat               | Championnat | Championnat | Coupe(s) nationale(s) | Coupe(s) nationale(s) | Total | Total |
| Saison                | Club                  | Division                  | M.          | B.          | M.                    | B.                    | M.    | B.    |
| 1895-1896             | Royal Antwerp FC      | Coupe de Championnat (D1) | 4           | 0           | -                     | -                     | 4     | 0     |
| 1896-1897             | Royal Antwerp FC      | Coupe de Championnat (D1) | 9           | 0           | -                     | -                     | 9     | 0     |
| 1897-1898             | Royal Antwerp FC      | Coupe de Championnat (D1) | 4           | 0           | -                     | -                     | 4     | 0     |
| 1898-1899             | Royal Antwerp FC      | Division 1                | 4           | 0           | -                     | -                     | 4     | 0     |
| 1899-1900             | Royal Antwerp FC      | Division 1                | 7           | 0           | -                     | -                     | 7     | 0     |
| Sous-total            | Sous-total            | Sous-total                | 28          | 0           | -                     | -                     | 28    | 0     |
| 1900-1901             | Beerschot VAC         | Division d'Honneur (D1)   | -           | -           | -                     | -                     | 0     | 0     |
| 1901-1902             | Beerschot VAC         | Division d'Honneur (D1)   | -           | -           | -                     | -                     | 0     | 0     |
| 1902-1903             | Beerschot VAC         | Division d'Honneur (D1)   | -           | -           | -                     | -                     | 0     | 0     |
| 1903-1904             | Beerschot VAC         | Division d'Honneur (D1)   | -           | -           | -                     | -                     | 0     | 0     |
| 1904-1905             | Beerschot VAC         | Division d'Honneur (D1)   | -           | -           | -                     | -                     | 0     | 0     |
| 1905-1906             | Beerschot VAC         | Division d'Honneur (D1)   | -           | -           | -                     | -                     | 0     | 0     |
| 1906-1907             | Beerschot VAC         | Division d'Honneur (D1)   | -           | -           | -                     | -                     | 0     | 0     |
| 1907-1908             | Beerschot VAC         | Division d'Honneur (D1)   | -           | -           | -                     | -                     | 0     | 0     |
| 1908-1909             | Beerschot VAC         | Division d'Honneur (D1)   | -           | -           | -                     | -                     | 0     | 0     |
| 1909-1910             | Beerschot VAC         | Division d'Honneur (D1)   | -           | -           | -                     | -                     | 0     | 0     |
| 1910-1911             | Beerschot VAC         | Division d'Honneur (D1)   | -           | -           | -                     | -                     | 0     | 0     |
| 1911-1912             | Beerschot VAC         | Division d'Honneur (D1)   | -           | -           | -                     | -                     | 0     | 0     |
| Sous-total            | Sous-total            | Sous-total                | 153         | 3           | -                     | -                     | 153   | 3     |
| Total sur la carrière | Total sur la carrière | Total sur la carrière     | 181         | 3           | -                     | -                     | 181   | 3     |

### En sélections nationales
| Saison                | Sélection             | Phases finales        | Phases finales | Phases finales | Matchs amicaux | Matchs amicaux | Non officiels | Non officiels | Total | Total |
| Saison                | Sélection             | Compétition           | M              | B              | M              | B              | M             | B             | M     | B     |
| --------------------- | --------------------- | --------------------- | -------------- | -------------- | -------------- | -------------- | ------------- | ------------- | ----- | ----- |
| 1900-1901             | Belgique              | -                     | -              | -              | -              | -              | 1             | 0             | 1     | 0     |
| 1901-1902             | Belgique              | -                     | -              | -              | -              | -              | 1             | 0             | 1     | 0     |
| 1902-1903             | Belgique              | -                     | -              | -              | -              | -              | 1             | 0             | 1     | 0     |
| 1903-1904             | Belgique              | -                     | -              | -              | 1              | 0              | 1             | 0             | 2     | 0     |
| 1908-1909             | Belgique              | -                     | -              | -              | 1              | 0              | -             | -             | 1     | 0     |
| Total sur la carrière | Total sur la carrière | Total sur la carrière | -              | -              | 2              | 0              | 4             | 0             | 6     | 0     |

### Matchs internationaux
| Matchs internationaux d'Albert Friling, | Matchs internationaux d'Albert Friling, | Matchs internationaux d'Albert Friling,    | Matchs internationaux d'Albert Friling, | Matchs internationaux d'Albert Friling, | Matchs internationaux d'Albert Friling, | Matchs internationaux d'Albert Friling, | Matchs internationaux d'Albert Friling, |
| #                                       | Date                                    | Lieu                                       | Adversaire                              | Résultat                                | Compétition                             | Club                                    | Notes                                   |
| --------------------------------------- | --------------------------------------- | ------------------------------------------ | --------------------------------------- | --------------------------------------- | --------------------------------------- | --------------------------------------- | --------------------------------------- |
| 1                                       | 1er mai 1904                            | Stade du Vivier d'Oie, Bruxelles, Belgique | France                                  | N 3 - 3                                 | Trophée Évence Coppée                   | Beerschot VAC                           | Titulaire.                              |
| 2                                       | 17 avril 1909                           | White Hart Lane, Londres, Angleterre       | Angleterre                              | D 2 - 11                                | Match amical                            | Beerschot VAC                           | Titulaire.                              |

| Matchs non officiels d'Albert Friling | Matchs non officiels d'Albert Friling | Matchs non officiels d'Albert Friling | Matchs non officiels d'Albert Friling | Matchs non officiels d'Albert Friling | Matchs non officiels d'Albert Friling | Matchs non officiels d'Albert Friling | Matchs non officiels d'Albert Friling |
| #                                     | Date                                  | Lieu                                  | Adversaire                            | Résultat                              | Compétition                           | Club                                  | Notes                                 |
| ------------------------------------- | ------------------------------------- | ------------------------------------- | ------------------------------------- | ------------------------------------- | ------------------------------------- | ------------------------------------- | ------------------------------------- |
| 1                                     | 28 avril 1901                         | Kiel, Anvers, Belgique                | Pays-Bas                              | V 8 - 0                               | Coupe Van den Abeele                  | Beerschot VAC                         | Titulaire et capitaine.               |
| 2                                     | 5 janvier 1902                        | Kiel, Anvers, Belgique                | Pays-Bas                              | V 1 - 0                               | Coupe Van den Abeele                  | Beerschot VAC                         | Titulaire et capitaine.               |
| 3                                     | 15 décembre 1902                      | Kiel, Anvers, Belgique                | Pays-Bas                              | V 2 - 1                               | Coupe Van den Abeele                  | Beerschot VAC                         | Titulaire et capitaine.               |
| 4                                     | 3 janvier 1904                        | Kiel, Anvers, Belgique                | Pays-Bas                              | V 6 - 4                               | Coupe Van den Abeele                  | Beerschot VAC                         | Titulaire.                            |

## Palmarès

### En club
|  |  | Royal Antwerp FC - Championnat de Belgique : - Vice-champion : 1896 et 1900 |  | Beerschot VAC - Championnat de Belgique : - Vice-champion : 1901, 1902 et 1903 |